# اوما

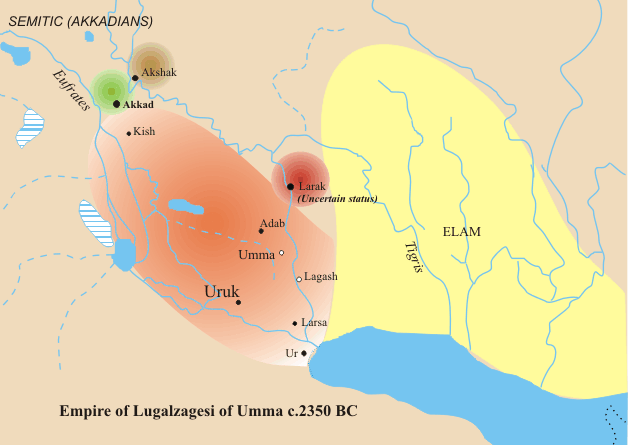
قلمروی لوگال زاگیسی، شاه سومری اوما (قرمز)، حدود ۲۳۵۰ پیش از میلاد

اوما (با نام امروزی ام‌العقارب واقع در استان ذی‌قار عراق) شهری باستانی در سومر بوده است. بین باستان‌شناسان بر سر نام سومری و اکدی این سایت اختلاف وجود دارد.

## تاریخ
در متن سومری هبوط اینانا به دوزخ می‌خوانیم که اینانا شیاطین را از گرفتن شارا، حامی اوما که در آلودگی زندگی می‌کرد باز می‌دارد. در نهایت آن‌ها دوموزید چوپان را که در ناز و نعمت می‌زیست می‌گیرند.
این شهر که بیش از هر چیز به دلیل درگیری با لاگاش شناخته می‌شود در حدود سال ۲۲۷۵ پ.م. تحت فرمان لوگال زاگیسی به اوج خود رسید. او شهرهای اور و اوروک را هم در اختیار داشت. اوما هنگام حکومت دودمان سوم اور به مرکز ایالتی مهمی تبدیل شد. بیش از ۳۰ هزار لوحه در این سایت کشف شده که بیشتر آن‌ها موضوعات اداری و اقتصادی دارند. این لوحه‌ها دنیای تازه‌ای را برای پژوهشگران باز کرده تا بتوانند از امور ایالتی این شهر آگاه شوند. گاه‌شماری اوما مربوط به شولگی (حدود سده‌ی ۲۱ پ.م.) سلف بلاواسطه‌ی گاه‌شماری بابلی که بعدها پدیدار شد می‌باشد. همچنین این تقویم به نوعی جد تقویم یهودیان پیش از تبعید نیز هست. به نظر می‌رسد اوما بعد از طلوع عصر برنز میانه خالی از سکنه شده است.